# Voleibol nos Jogos Olímpicos de Verão de 2004
O voleibol nos Jogos Olímpicos de Verão de 2004 foi disputado no Estádio da Paz e da Amizade em Atenas, tendo como campeões o Brasil no masculino e a China no feminino.

## Eventos

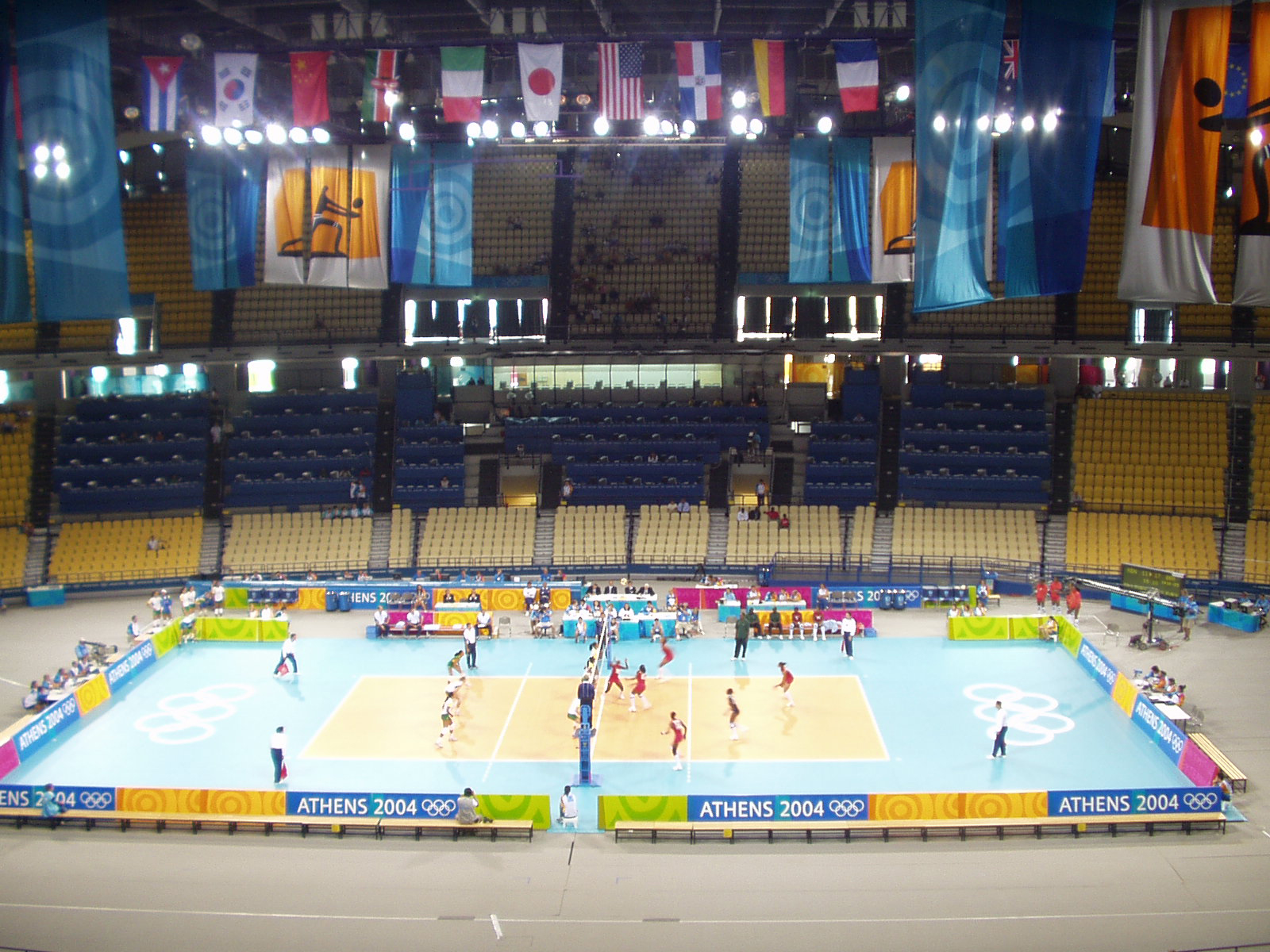
Estádio da Paz e da Amizade, sede do voleibol.

Dois eventos da modalidade distribuíram medalhas nos Jogos:
- Torneio masculino (12 equipes)
- Torneio feminino (12 equipes)

## Qualificação
Foi permitido para cada Comitê Olímpico Nacional (CON) competir com apenas um time em cada torneio (masculino e feminino). Como país-sede, a Grécia teve garantida uma vaga em cada um dos torneios.
Masculino
| Torneio de qualificação           | Data                      | Sede       | Vagas | Qualificados        |  |
| --------------------------------- | ------------------------- | ---------- | ----- | ------------------- |  |
| País-sede                         | 5 de setembro de 1997     | Lausanne   | 1     | Grécia              |  |
| Copa do Mundo de 2003             | 16–30 de novembro de 2003 | Japão      | 3     | Brasil              |  |
| Copa do Mundo de 2003             | 16–30 de novembro de 2003 | Japão      | 3     | Itália              |  |
| Copa do Mundo de 2003             | 16–30 de novembro de 2003 | Japão      | 3     | Sérvia e Montenegro |  |
| Pré-Olímpico da América do Sul    | 9–11 de janeiro de 2004   | Caracas    | 1     | Argentina           |  |
| Pré-Olímpico da Europa            | 5–10 de janeiro de 2004   | Leipzig    | 1     | Rússia              |  |
| Pré-Olímpico da África            | 5–10 de janeiro de 2004   | Túnis      | 1     | Tunísia             |  |
| Pré-Olímpico da América do Norte  | 4–10 de janeiro de 2004   | Caguas     | 1     | Estados Unidos      |  |
| Pré-Olímpico da Ásia e da Oceania | 22–30 de maio de 2004     | Tóquio     | 1     | Austrália           |  |
| Qualificatório Mundial            | 21–23 de maio de 2004     | Matosinhos | 1     | Polônia             |  |
| Qualificatório Mundial            | 22–30 de maio de 2004     | Tóquio     | 1     | França              |  |
| Qualificatório Mundial            | 28–30 de maio de 2004     | Madrid     | 1     | Países Baixos       |  |
| Total                             |                           |            | 12    |                     |  |

↑1  O Segundo Qualificatório Mundial e o Torneio Pré-Olímpico Asiático foram disputados concomitantemente.
Feminino
| Torneio de qualificação           | Data                      | Sede          | Vagas | Qualificados         |  |
| --------------------------------- | ------------------------- | ------------- | ----- | -------------------- |  |
| País-sede                         | 5 de setembro de 1997     | Lausanne      | 1     | Grécia               |  |
| Copa do Mundo de 2003             | 1–15 de novembro de 2003  | Japão         | 3     | China                |  |
| Copa do Mundo de 2003             | 1–15 de novembro de 2003  | Japão         | 3     | Brasil               |  |
| Copa do Mundo de 2003             | 1–15 de novembro de 2003  | Japão         | 3     | Estados Unidos       |  |
| Pré-Olímpico da América do Sul    | 9–11 de janeiro de 2004   | Caracas       | 1     | Cuba                 |  |
| Pré-Olímpico da Europa            | 5–10 de janeiro de 2004   | Baku          | 1     | Alemanha             |  |
| Pré-Olímpico da África            | 5–10 de janeiro de 2004   | Nairóbi       | 1     | Quênia               |  |
| Pré-Olímpico da América do Norte  | 15–21 de dezembro de 2003 | Santo Domingo | 1     | República Dominicana |  |
| Pré-Olímpico da Ásia e da Oceania | 22–30 de maio de 2004     | Tóquio        | 1     | Coreia do Sul        |  |
| Qualificatório Mundial            | 8–16 de maio de 2004      | Tóquio        | 1     | Japão                |  |
| Qualificatório Mundial            | 8–16 de maio de 2004      | Tóquio        | 1     | Rússia               |  |
| Qualificatório Mundial            | 8–16 de maio de 2004      | Tóquio        | 1     | Itália               |  |
| Total                             |                           |               | 12    |                      |  |

## Medalhistas
O Brasil foi campeão olímpico de voleibol masculino pela segunda vez, derrotando a Itália na final. A Rússia ganhou o bronze frente aos Estados Unidos. No feminino, a China superou a Rússia para ganhar a medalha de ouro e seu segundo título no torneio, enquanto a seleção de Cuba foi bronze ao derrotar o Brasil.
| Evento             | Ouro | Prata | Bronze |
| ------------------ | --- | --- | --- |
| Masculino detalhes | Nalbert Bitencourt Dante Amaral Sérgio Dutra Santos Gustavo Endres Ricardo Garcia Giovane Gávio Gilberto Godoy Filho André Heller Maurício Lima André Nascimento Anderson Rodrigues Rodrigo Santana BRA Brasil | Matej Černič Alberto Cisolla Paolo Cozzi Alessandro Fei Andrea Giani Luigi Mastrangelo Samuele Papi Damiano Pippi Andrea Sartoretti Ventzislav Simeonov Paolo Tofoli Valerio Vermiglio ITA Itália                                    | Pavel Abramov Sergey Baranov Stanislav Dineykin Aleksey Kazakov Vadim Khamuttskikh Taras Khtey Aleksandr Kosarev Aleksey Kuleshov Sergey Tetyukhin Konstantin Ushakov Aleksey Verbov Andrey Yegorchev RUS Rússia |
| Feminino detalhes  | Feng Kun Yang Hao Liu Yanan Li Shan Zhou Suhong Zhao Ruirui Zhang Yuehong Chen Jing Song Nina Wang Lina Zhang Na Zhang Ping CHN China                                                                          | Irina Tebenikhina Yelena Tyurina Lioubov Sokolova Yevgeniya Artamonova Yelizaveta Tishchenko Olga Chukanova Yekaterina Gamova Marina Sheshenina Yelena Plotnikova Olga Nikolayeva Aleksandra Korukovets Natalya Safronova RUS Rússia | Rosir Calderón Maybelis Martínez Yaima Ortíz Daymí Ramírez Yumilka Ruiz Nancy Carrillo Ana Fernández Liana Mesa Anniara Muñoz Dulce Téllez Marta Sánchez Zoila Barros CUB Cuba                                   |

## Quadro de medalhas
| Ordem | País       | Medalha de ouro | Medalha de prata | Medalha de bronze |   |
| ----- | ---------- | --------------- | ---------------- | ----------------- | - |
| 1     | BRA Brasil | 1               |                  |                   | 1 |
| 1     | CHN China  | 1               |                  |                   | 1 |
| 3     | RUS Rússia |                 | 1                | 1                 | 2 |
| 4     | ITA Itália |                 | 1                |                   | 1 |
| 5     | CUB Cuba   |                 |                  | 1                 | 1 |
| TOTAL | TOTAL      | 2               | 2                | 2                 | 6 |